# Flora italiana, ossia descrizione delle piante
Flora italiana, ossia descrizione delle piante (abreviado Fl. Ital.) es un libro con ilustraciones y descripciones botánicas que fue escrito por el botánico italiano Filippo Parlatore y publicado en Florencia en 10 volúmenes en los años 1848-1896.

## Publicación
- Volumen n.º 1, part 1, 1848, part 2,1850;
- Volumen n.º 2, part 1, 1852, part 2, 1857;
- Volumen n.º 3, part 1, 1858, part 2, 1860;
- Volumen n.º 4, part 1, 1868, part 2, 1869;
- Volumen n.º 5, part 1, 1873, part 2, 1875;
- Volumen n.º 6, part 1, 1884, part 2, 1885, part 3, 1886;
- Volumen n.º 7, part 1, 1887, part 2, 1893;
- Volumen n.º 8, part 1, 1888, part 2, 1889, part 3, 1889;
- Volumen n.º 9, part 1, 1890, part 2, 1892, part 3, 1893;
- Volumen n.º 10, 1894; index 1896